# Dorfkirche Schlöben

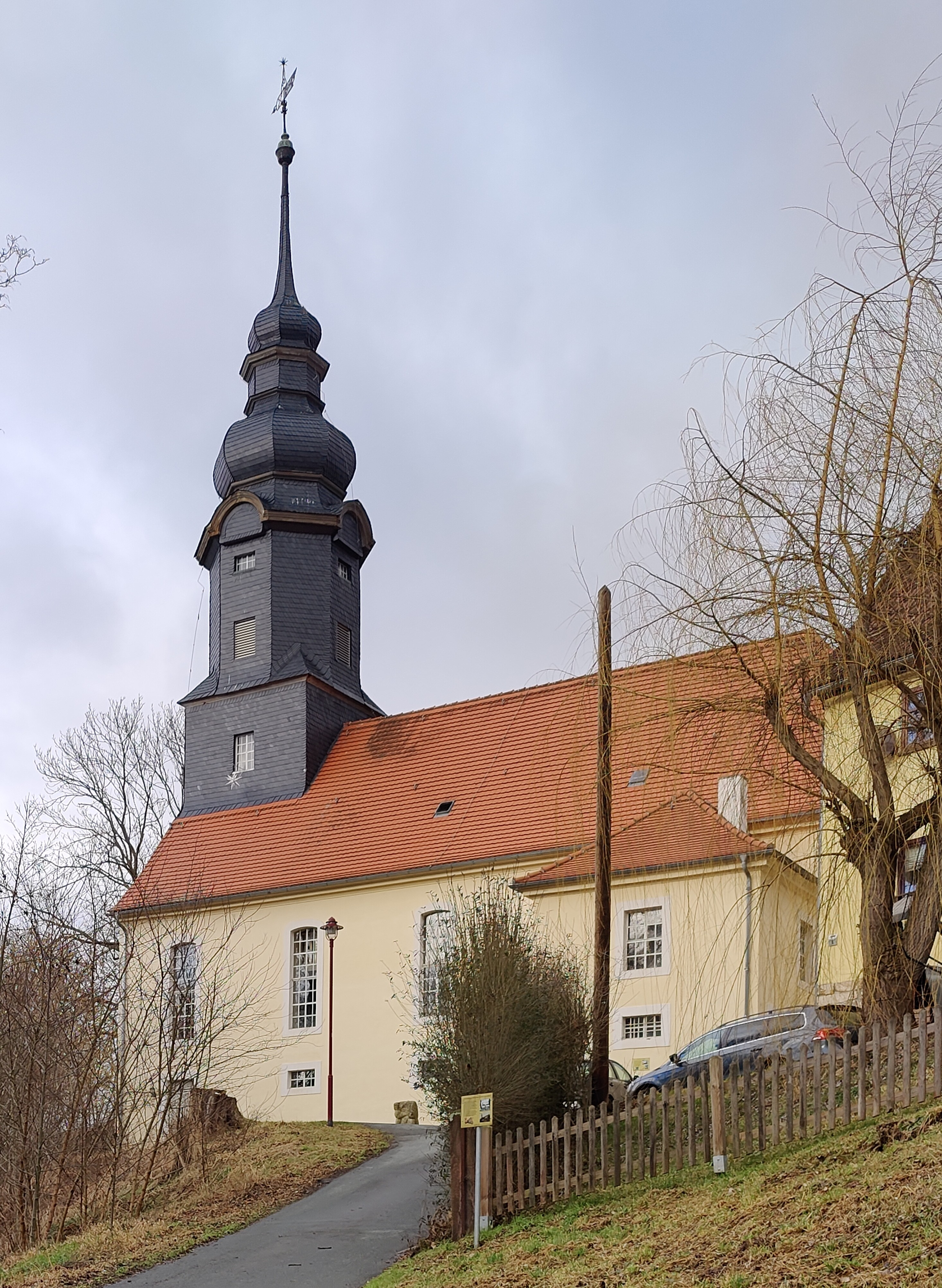
Dorfkirche Schlöben

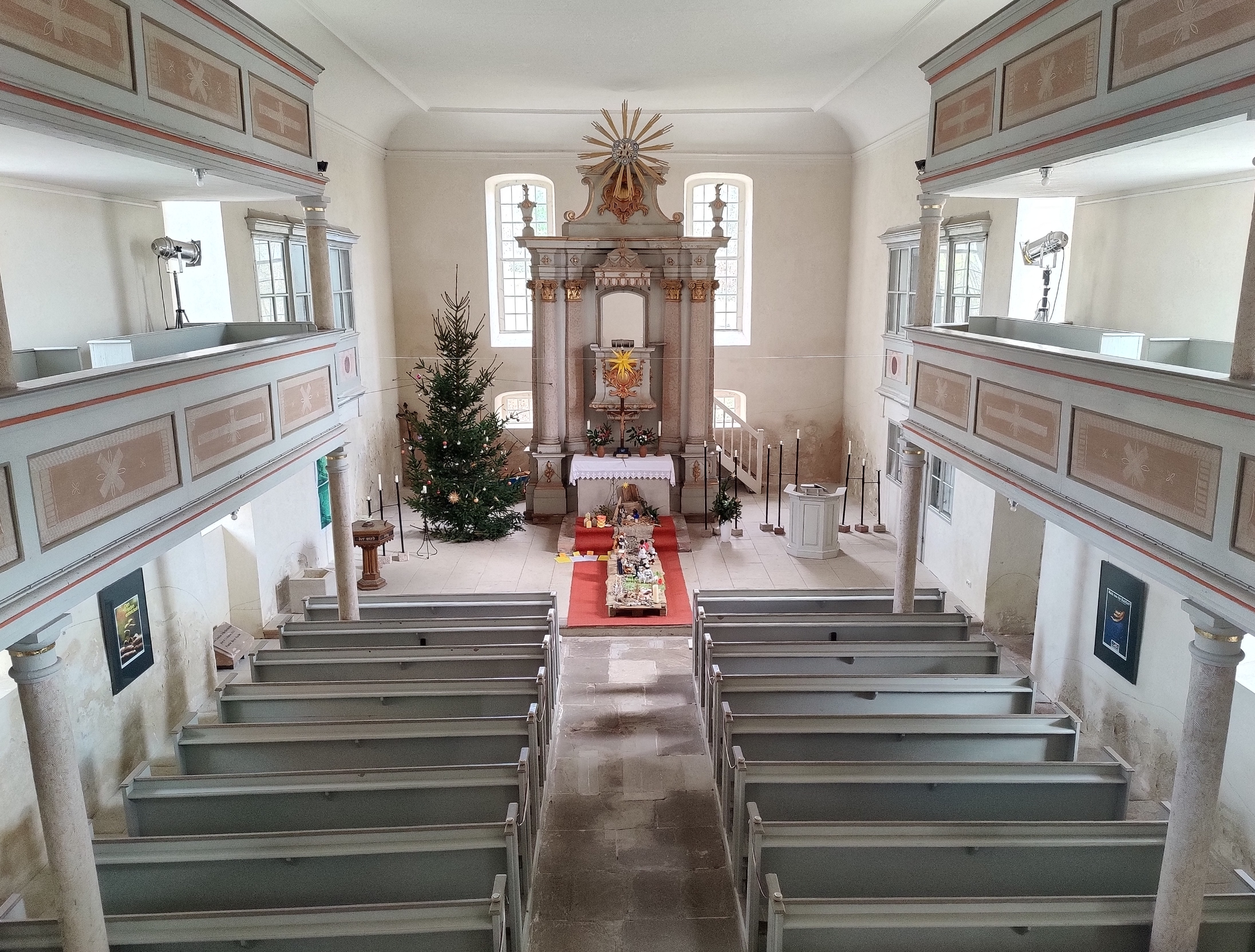
Kirchenschiff, Blick zum Altar (2022)

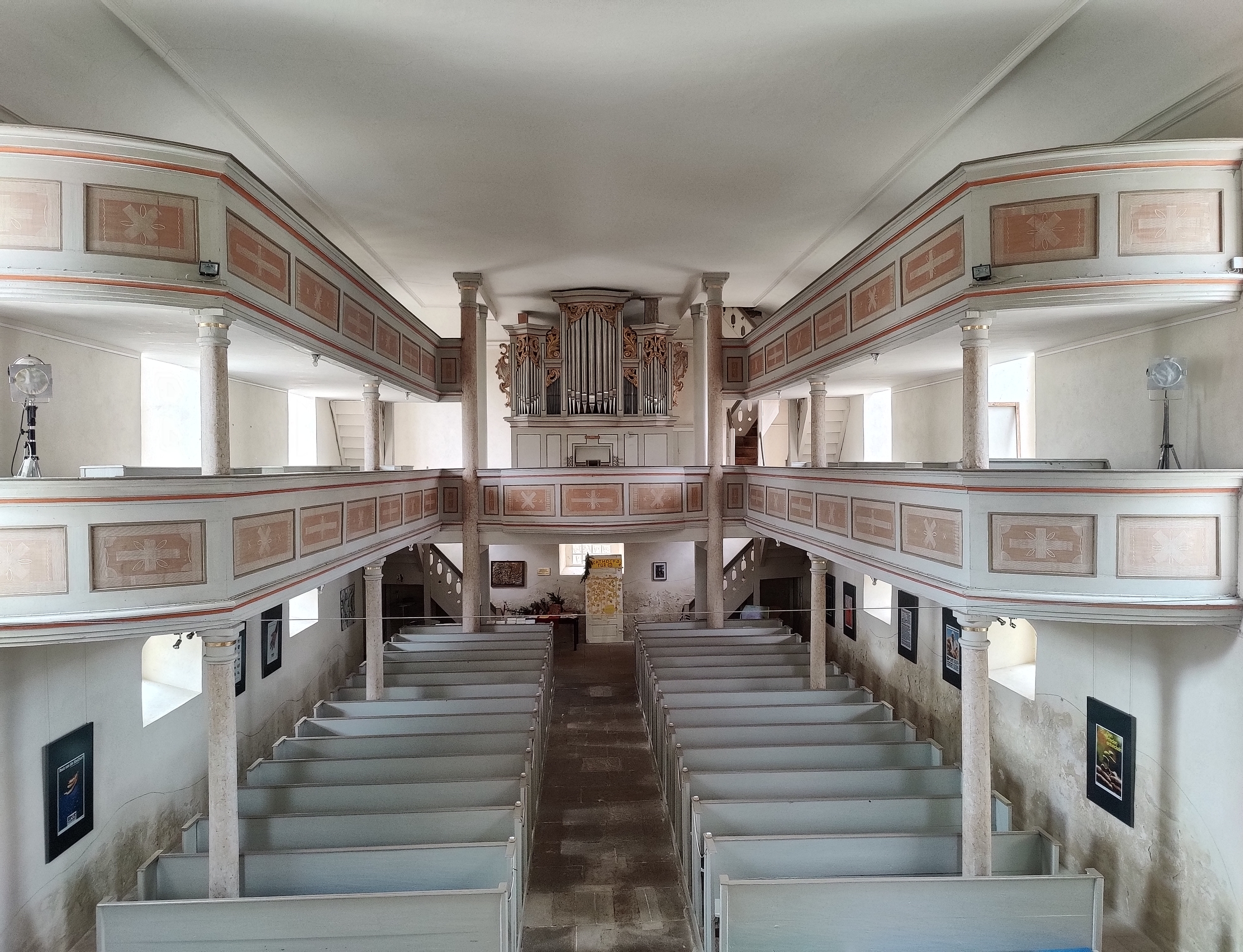
Blick zu Orgel und Emporen

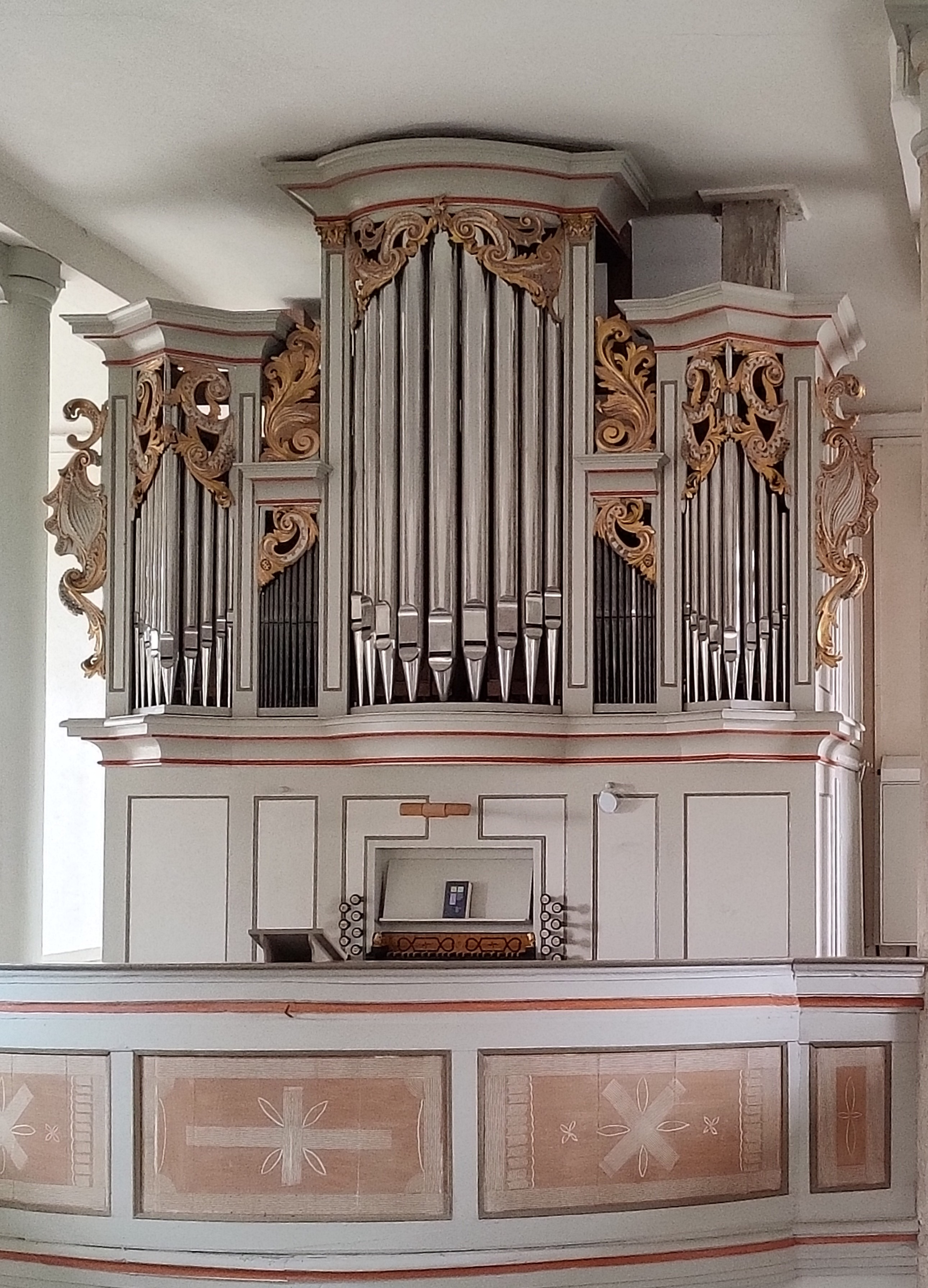
Orgelprospekt

Die Dorfkirche Schlöben steht in der Gemeinde Schlöben im Saale-Holzland-Kreis in Thüringen.

## Lage
Das Gotteshaus liegt zentral in der Gemeinde.

## Geschichte
An der Stelle der Vorgängerkirche, die 1228 erstmals urkundlich erwähnt wurde, steht die jetzige Kirche. Sie wurde 1744–1747 gebaut. Das weiträumige Schiff ist mit einer Voutendecke geschlossen, im Norden und Süden sind zweigeschossige Emporen angeordnet. An den Ostenden der Längsseiten sind zweigeschossige Patronatslogen eingebaut. Vier durchgehende Säulen auf der Westseite neben der Orgel tragen den Dachturm.
Das Hauptstück der Ausstattung ist ein freistehender Kanzelaltar mit geschwungenem Prospekt und reicher Pilastergliederung.
Bei der Restaurierung in den 1980er Jahren war Horst Jährling der Berater. Eine weitere Renovierung erfolgte 2003.

## Orgel
1749–1750 wurde die Orgel von Justinus Ehrenfried Gerhard aus Lindig erschaffen. Sie wird auch „Novalisorgel“ genannt (siehe dazu Varia). Die Orgel wurde im Jahre 2000 anlässlich des 250. Jahrestages der Kirchenweihe erneut zum Klingen gebracht.
Das Instrument verfügt über 16 Register auf zwei Manualen und Pedal. Es hat mechanische Schleifladen und eine mechanische Ton- und Registertraktur. Restauriert wurde es 1967 von Orgelbau Schüßler und 2003 vom Nachfolger Vogtländischer Orgelbau Thomas Wolf. Die Disposition lautet wie folgt:
| I Oberwerk C–c3     |    |
| 1. Lieblich Gedackt | 8′ |
| 2. Quintathön       | 8′ |
| 3. Kleingedackt     | 4′ |
| 4. Salicet          | 4′ |
| 5. Waldflöte        | 2′ |
| 6. Siff Flöte       | 1′ |

| II Hauptwerk C–c3 |                |
| 7. Principal      | 8′             |
| 8. Gedackt        | 8′             |
| 9. Viola da Gamba | 8′             |
| 10. Octava        | 4′             |
| 11. Octava        | 2′             |
| 12. Tertian II    | 1 3⁄5′ + 1 ⁄3′ |
| 13. Mixtur IV     | 1′             |

| Pedal C–c1       |     |
| 14. Sub Baß      | 16′ |
| 15. Octaven Baß  | 8′  |
| 16. Posaunen Baß | 16′ |

- Koppeln: I/II(?), II/P
- Tonhöhe: a1 = 466 Hz bei 15 °C

## Glocken
Die Kirchenglocken stehen neben der Kirche. Es sind Stahlglocken, denen 2005 eine Umhausung gebaut worden ist. Sie künden: Seid geduldig in Trübsal; Fröhlich in Hoffnung; Haltet an am Gebet.

## Varia
Friedrich August von Hardenberg, ein Onkel von Novalis, ließ als Kirchenpatron die heutige Kirche Schlöben errichten und finanzierte auch die Gerhard-Orgel.